# Richard Dedekind
Julius Wilhelm Richard Dedekind (n. 6 octombrie 1831 la Braunschweig - d. 12 februarie 1916 la Braunschweig) a fost un matematician german, cunoscut pentru contribuțiile sale în domeniul algebrei abstracte (în special teoria inelelor), teoria algebrică a numerelor și punerea bazelor teoretice riguroase a mulțimii numerelor reale.

## Biografie
În 1859 este numit profesor la Universitatea din Zürich, apoi la Universitatea din Braunschweig.
Fiind student la Göttingen, a audiat cursurile lui Gauss, devenind primul editor al operelor acestuia.
A fost membru al Academiei din Berlin.
În 1852 - 1903, a purtat corespondență cu Rudolf Lipschitz.
În 1894 s-a pensionat.

## Activitate științifică
Dedekind a fundamentat teoria numerelor iraționale, care se bazează pe o proprietate a numerelor raționale, redată prin conceptul de tăietură, ceea ce i-a permis să precizeze conceptul de număr incomensurabil.
Modelarea numerelor iraționale a fost rezolvată aproape simultan de Georg Cantor, Dedekind și Karl Weierstrass, prin metode diferite.
Dedekind a dat o construcție a numerelor întregi, apoi a stabilit proprietățile numerelor reale, definindu-le cu ajutorul tăieturilor și stabilind axioma care îi poartă numele.
Axioma lui Dedekind a avut un rol fundamental în dezvoltarea matematicii moderne și este echivalentă cu admiterea existenței numerelor zecimale.
În 1871, Dedekind a demonstrat că numerele raționale constituie un corp, de unde a ajuns la dezvoltarea teoriei corpurilor de numere algebrice, descoperite de Kummer.
S-a ocupat de grupurile hamiltoniene care-i poartă numele, componentă a algebrei moderne.
În 1872, Dedekind pornind de la ideile lui Bolzano a dat o definiție a infinitului.
În 1900 a dezvoltat teoria idealelor, instituind axiomele de continuitate.
A definit pentru prima dată conceptul abstract de latice, care și-a recăpătat actualitatea în cadrul algebrei moderne (1930).

## Scrieri
- 1872: Stetigkeit und irrationale Zahlen
- Was sind und was sollen die Zahlen?
- 1881: Vorlesungen über Zahlentheorie.